# International mobile subscriber identity
Um International mobile subscriber identity (IMSI), em português identidade internacional do assinante de celular, é um número que identifica exclusivamente todos os usuários de uma rede celular. Ele é armazenado como um campo de 64 bits e enviado pelo dispositivo móvel para a rede. Também é usado para adquirir outros detalhes do celular no registro de localização residencial (Home location register – HLR) ou quando copiado localmente no registro de localização de visitante (Visitor location register – VLR). Para impedir que os terceiros identifiquem e rastreiem o assinante na interface de rádio, o IMSI é enviado o mais raramente possível, enviando-se um TMSI gerado aleatoriamente, em vez dele.
O IMSI é usado em qualquer rede móvel que se interconecte com outras redes. Para redes GSM, UMTS e LTE, esse número é provisionado no cartão SIM e nas redes cdmaOne e CDMA2000, diretamente no telefone ou no cartão R-UIM (o equivalente CDMA do cartão SIM). Ambos os cartões foram substituídos pelo UICC.
Um IMSI geralmente é apresentado como um número de 15 dígitos, mas pode ser mais curto. Por exemplo, os antigos IMSIs da MTN África do Sul que ainda estão em uso no mercado têm 14 dígitos. Os três primeiros dígitos representam o código do país (MCC), seguido pelo código da rede móvel (MNC), de dois dígitos (padrão europeu) ou de três dígitos (padrão norte-americano). O comprimento da MNC depende do valor da MCC, e recomenda-se que o comprimento seja uniforme dentro de uma área da MCC. Os dígitos restantes são o número de identificação de assinatura móvel (MSIN) na base de clientes da rede, geralmente com 9 a 10 dígitos, dependendo do comprimento da MNC.
O IMSI está em conformidade com o padrão de numeração ITU E.212.
Às vezes, os IMSIs podem ser confundidos com o ICCID (E.118), que é o identificador do próprio cartão SIM físico (ou agora o cartão SIM virtual, se for um eSIM). O IMSI permanece como parte do perfil (ou um dos vários perfis, se o SIM e o operador suportam SIMs multi-IMSI) no SIM / ICCID.